# Angraecum cornigerum
Espèce
Statut CITES
Angraecum cornigerum est une espèce de plante de la famille des orchidées et endémique de l'île de La Réunion, département d'outre-mer français dans le sud-ouest de l'océan Indien.

## Systématique
Le nom correct complet (avec auteur) de ce taxon est Angraecum cornigerum Cordem..
Angraecum cornigerum a pour synonyme :
- Pseudojumellea cornigera (Cordem.) Szlach., Mytnik & Grochocka